# 阿諾爾特大花草
阿诺爾特大花草（学名：Rafflesia arnoldii），又稱霸王花、大王花，屬金虎尾目大花草科大花草屬的一種，產於印度尼西亞共和國蘇門達臘島南端與婆羅洲。阿诺爾特大花草為世界上最大的花，花的直徑長達一米，重11千克。其种名“arnoldii”是为了纪念发现此植物的科学探险队的率领者——英国自然学家约瑟夫·阿诺爾特（Joseph Arnold）；則貝葉棕具有世界最大的花序；巨花魔芋是具有世界上最大的不分支花序。
阿诺爾特大花草於1990年與蝴蝶蘭和雙瓣茉莉一同被選為印度尼西亞的國花。